# Браун, Грейс
Грейс Браун (англ. Grace Brown, род. 7 июля 1992, Кампердаун,) — австралийская профессиональная велогонщица, выступавшая в 2023 году за женскую команду FDJ-Suez. Браун участвовала в Олимпийских играх 2020 года в Токио. Она не смогла завоевать медаль в индивидуальной гонке с раздельным стартом, заняв четвёртое место. Она также участвовала в групповой гонке, где заняла 47-е место.

## Карьера

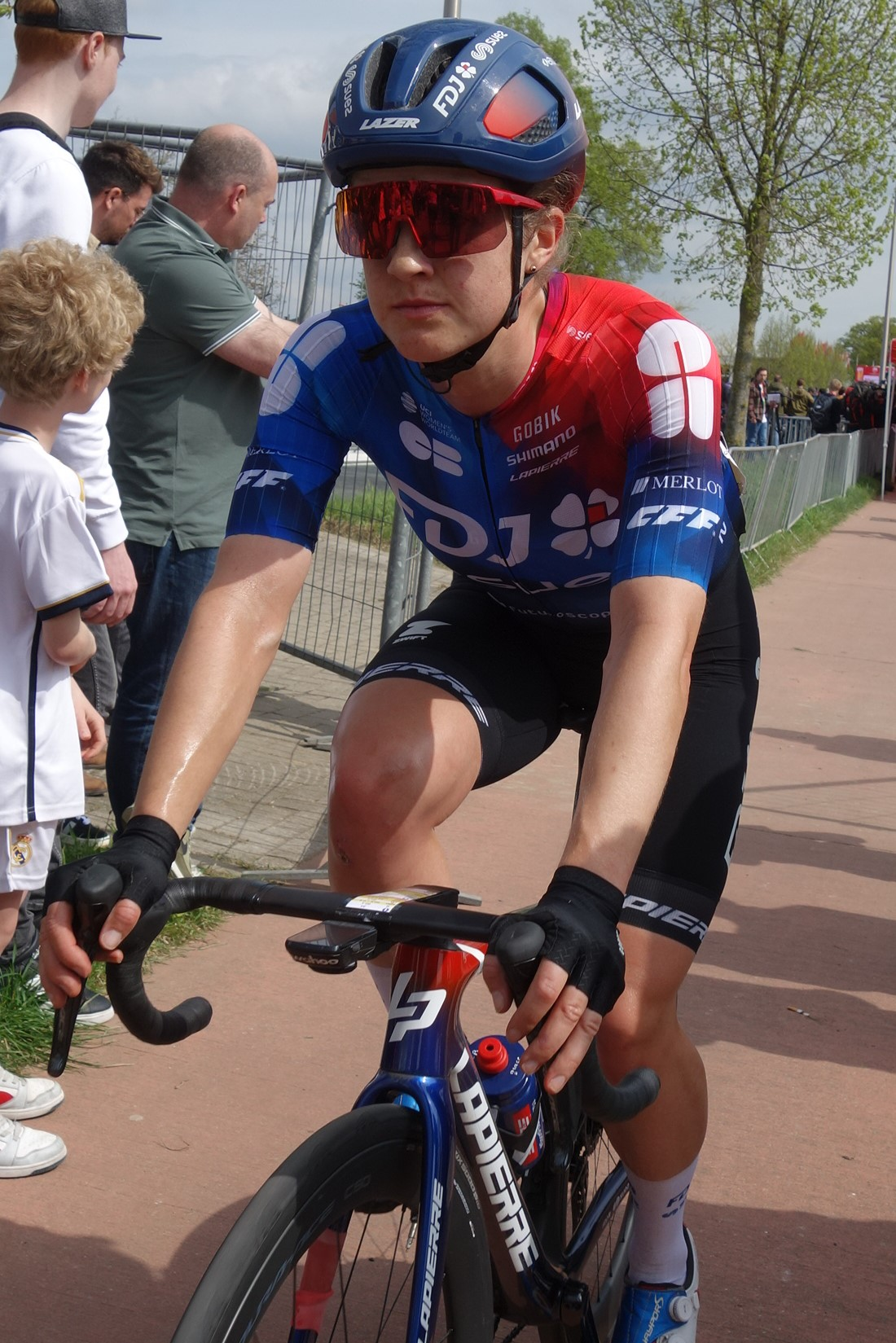
2024 год

### 2015—2018
С детства занимаясь кроссом и лёгкой атлетикой, Грейс Браун начала заниматься велоспортом в 2015 году после серии травм и получения степени в области политологии и международных исследований.
В 2016 году, когда ей было 23 года, она присоединилась к велосипедному клубу Сент-Килда и участвовала в своей первой шоссейной гонке на чемпионате Австралии, хотя и не финишировала. Это не стало препятствием для её победы в Victorian Road Series — календаре шоссейных гонок штата Виктория. В следующем году она присоединилась к Holden Team Gusto Racing, австралийской команде, с которой она добилась хороших результатов в национальных соревнованиях.
2018 год она начала, выступая за команду Holden Team Gusto Racing. Она заняла третье место в групповой и четвёртое в индивидуальной гонке чемпионата Австралии. Она приняла участие в Тур Даун Андер, где заняла третье место на этапе и пятое в общем зачёте. В марте на чемпионате Океании она выиграла золотую медаль в индивидуальной гонке и серебряную медаль в групповой гонке. Благодаря этим хорошим результатам она получает стипендию фонда Эми Джиллетт по велоспорту, которая позволяет ей в мае присоединиться к британской команде Wiggle High5. Её первой гонкой за Wiggle High5 стал Тур Калифорнии, этап женского Мирового тура UCI, который прошёл в середине мая. Она принимает участие в La Course by Le Tour de France, а в конце сезона участвует в групповой гонке чемпионата мира по шоссейному велоспорту со сборной Австралии, где занимает 48-е место.

### 2019—2020
Браун присоединилась к команде Mitchelton-Scott в начале сезона 2019 года. Она хорошо начала сезон 2019 года, выиграв индивидуальную гонку чемпионата Австралии и этап на Тур Даун Андер. Свою первую крупную победу в Европе она одержала осенью 2020 года, выиграв Брабантсе Пейл в одиночном отрыве. Это произошло через три дня после того, как она заняла второе место в гонке Льеж-Бастонь-Льеж. Двумя неделями ранее она финишировала пятой в индивидуальной гонке на чемпионате мира. В 2020 году она была удостоена награды «Велосипедист года» Австралийской федерации велоспорта.

### 2021
Браун начала сезон 2021 года в Австралии со вторых мест на национальном чемпионате в групповой и в индивидуальной гонке.
Она показала высокие результаты в весенних классических гонках 2021 года. Одержала свою первую победу в женском Мировом туре в Брюгге — Де-Панне. Также была второй в Нокере Курсе и третьей в Туре Фландрии. Летом она заняла пятое место на La Course by Le Tour de France и была отобрана в австралийскую сборную для участия в Олимпийских играх в Токио. На них она выступила сначала в индивидуальной гонке заняв четвёртое место, в 7 секундах от подиума., а затем в групповой гонке заняла предпоследнее 47-е место, уступив победителю 9,5 минут.
В августе 2021 года Браун подписала двухлетний контракт с французской женской командой FDJ Nouvelle-Aquitaine Futuroscope. Она закончила сезон 2021 года досрочно, чтобы сделать операцию на плече после аварии на Джиро Роза.

### 2022—2024
Браун начинает сезон 2022 года с победы в индивидуальной гонке на чемпионате Австралии и занимает второе место в групповой гонке. Затем она снова добивается хороших результатов в весенней классике, когда занимает второе место в Льеж-Бастонь-Льеж, четвёртое в Классике Морбиана и третье в Гран-при Морбиана. В июне она выиграла четвёртый этап Вуменс Тура и заняла второе место в общём зачете. После участия в Тур де Франс Фамм она выиграла индивидуальную гонку Игр Содружества и La Périgord Ladies и заняла третье место в Гран-при Плуэ — Бретань. Несколько дней спустя она выиграла третий этап Ла Вуэльта Фамм и заняла второе место в индивидуальной гонке чемпионата мира.
Второй сезон в составе французской команды начался с повторной победы в индивидуальной гонке чемпионата Австралии и второго места в групповой гонке. На следующей неделе она выиграла общий зачёт Тура Даун Андер, где она также выиграла третий этап и очковую квалификацию.

## Достижения
2018
 Чемпионат Океании — индивидуальная гонка
 Серебряная медаль Чемпионата Океании — групповая гонка
3-я на Чемпионате Австралии — групповая гонка
2019
 Чемпионат Австралии — индивидуальная гонка
3-й этап Тур Даун Андер
2020
Flèche brabançonne féminine
2-я на Льеж — Бастонь — Льеж Фамм
2-я на Чемпионате Австралии — индивидуальная гонка
3-я на Чемпионате Австралии — групповая гонка
5-я на Чемпионате мира — индивидуальная гонка
2021
Классика Брюгге — Де-Панне
1-й этап Вуэльты Бургоса
2-я на Нокере Курсе
2-я на Чемпионате Австралии — групповая гонка
2-я на Чемпионате Австралии — индивидуальная гонка
3-я на Туре Фландрии
4-я на Олимпийских играх — индивидуальная гонка
5-я на Ла курс бай Тур де Франс
7-я на Вуэльте Бургоса
2022
 Золотая медаль Игр Содружества — индивидуальная гонка
 Чемпионат Австралии — индивидуальная гонка
4-й этап Вуменс Тур
La Périgord Ladies
3-й этап Ла Вуэльта Фамм
 Серебряная медаль Чемпионата мира — индивидуальная гонка
2-я на Чемпионате Австралии — групповая гонка
2-я на Льеж — Бастонь — Льеж Фамм
2-я на Вуменс Тур
3-я на Гран-при Морбиана
3-я на Гран-при Плуэ — Бретань
7-я на Туре Фландрии
2023
 Чемпионат Австралии — индивидуальная гонка
Тур Даун Андер:
- Генеральная классификация
- 3-й этап

Гран-при Морбиана
Тур Бретани:
- Генеральная классификация
- 3-й этап

6-я на Амстел Голд Рейс

### Статистика выступления наГранд-турах
| Гонка / Год          | 2019           | 2020           | 2021           | 2022 | 2023 |
| -------------------- | -------------- | -------------- | -------------- | ---- | ---- |
| Джиро д’Италия Донне | 93             | 55             | DNF            | —    | —    |
| Тур де Франс Фамм    | не проводилась | не проводилась | не проводилась | 20   | 31   |
| Ла Вуэльта Фамм      | не проводилась | —              | —              | DNF  | —    |

### Рейтинги
| Год                 | 2017  | 2018  | 2019  | 2020 | 2021 | 2022 | 2023 | 2024 |
| ------------------- | ----- | ----- | ----- | ---- | ---- | ---- | ---- | ---- |
| Мировой рейтинг UCI | 234-й | 70-й  | 190-й | 19-й | 14-й | 11-й | 16-й | 10-й |
| Мировой тур UCI     | 138-й | 190-й | 126-й | 23-й | 10-й | 15-й | 19-й | 26-й |
|                     |       |       |       |      |      |      |      |      |
| Источник: UCI       |       |       |       |      |      |      |      |      |